# لويس بوتا
لويس بوثا (27 سبتمبر 1862 - 27 أغسطس 1919) كان سياسي من جنوب أفريقيا شغل منصب رئيس وزراء جنوب أفريقيا من 31 مايو 1910 إلى 27 أغسطس 1919 .